# یوزف ویلهلم
یوزف ویلهلم (به انگلیسی: Josef Wilhelm) ژیمناست زادهٔ 1892 میلادی اهل کشور سوئیس است.